# Zbigniew Baranowski
Zbigniew Mateusz Baranowski (ur. 2 lipca 1991 w Białogardzie) – polski zapaśnik, startujący w stylu wolnym.

## Kariera sportowa
Olimpijczyk w Rio de Janeiro 2016, gdzie zajął dziesiąte miejsce w kategorii 86 kg. Ósmy w Paryżu 2024 w kategorii do 97 kg. 
Jest zawodnikiem AKS Białogard. W 2011 został brązowym medalistą mistrzostw Europy juniorów (kat. 84 kg). Reprezentował Polskę na mistrzostwach świata seniorów w 2014 (12 m. w kat. 86 kg) i mistrzostwach Europy seniorów w 2016 (15 m. w kat. 86 kg).
W 2014 został mistrzem Polski seniorów w kat. 97 kg.
Wicemistrz Europy w 2019. Drugi w indywidualnym Pucharze Świata w 2020 roku.